# 데니스 코슬로스키
데니스 마빈 코슬로스키(영어: Dennis Marvin Koslowski, 1959년 8월 16일~)는 미국의 전직 레슬링 선수이다. 1988년 하계 올림픽에서 남자 그레코로만형 헤비급 동메달을 획득했고 1992년 하계 올림픽에서 남자 그레코로만형 헤비급 은메달을 획득했다.